# Nant-le-Grand
 Nant-le-Grand  es una población y comuna francesa, en la región de Lorena, departamento de Mosa, en el distrito de Bar-le-Duc y cantón de Ligny-en-Barrois.

## Demografía
| 91 | 73 | 58 | 53 | 67 | 66 |
| Para los censos de 1962 a 1999 la población legal corresponde a la población sin duplicidades (Fuente: INSEE [Consultar]) |    |    |    |    |    |